# Philonotis affinis
Philonotis affinis là một loài rêu trong họ Bartramiaceae. Loài này được Hook. A. Jaeger mô tả khoa học đầu tiên năm 1880.